# 健康環境權

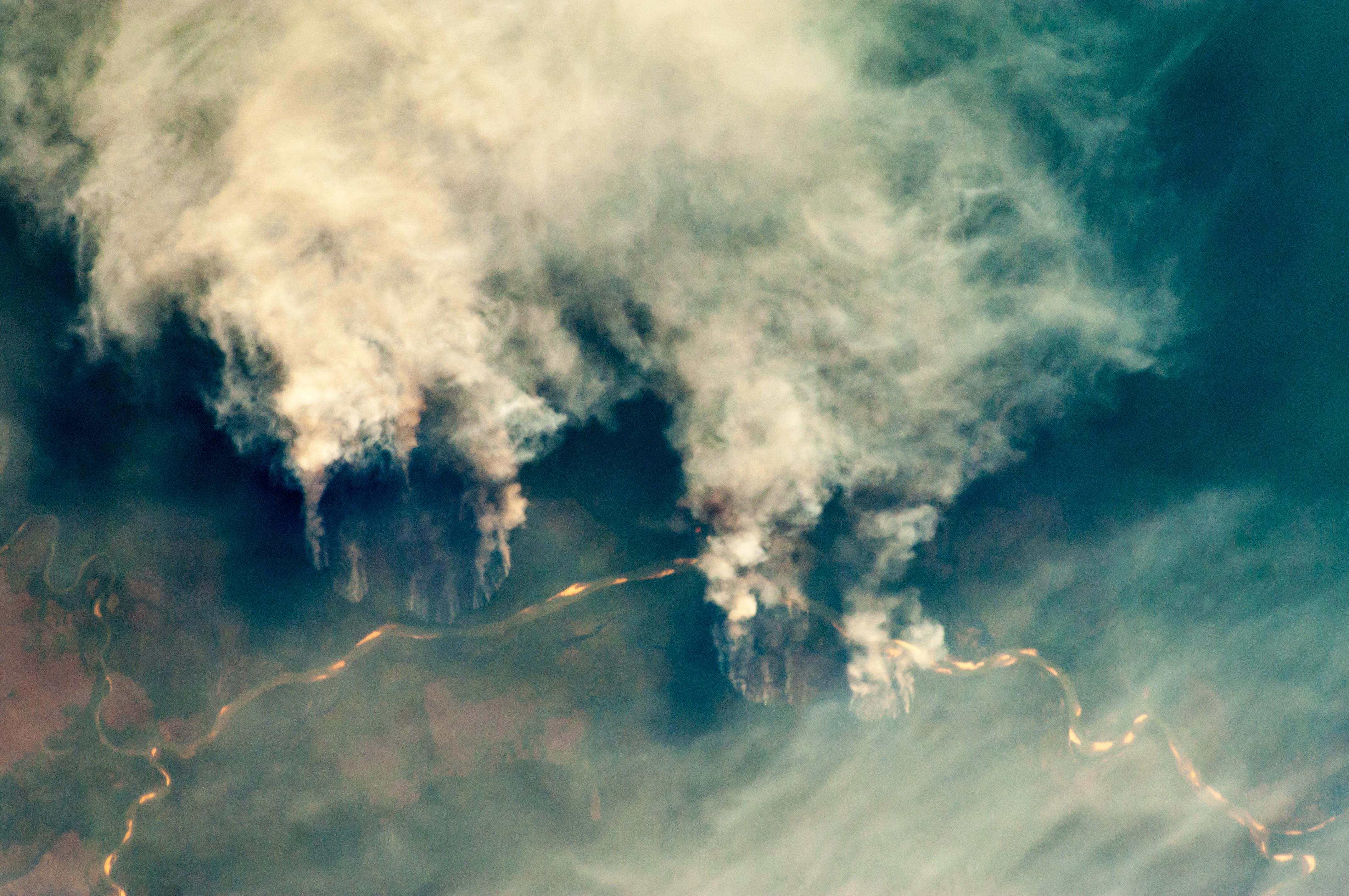
巴西亞馬遜地區欣古河流域的森林大火

健康環境權（英語：Right to a healthy environment）是人權與環保組織所提倡的一種人權，旨在保護促進人類健康的環境，與飲用水與衛生設施權力、食物權和健康權等相關。該權力已於2021年10月8日，在HRC/RES/48/13決議裡被聯合國人權理事會承認。該權力常成為環境護衛者護衛人權的基礎。
健康環境權運動者主張政府有責制定與執行環境法令，使人民健康免於受環境問題威脅。1972年的人類環境宣言、1992年的里約環境與發展宣言和2017年的世界环境公约皆是主張健康環境權，非洲人權和民族權憲章、美洲人權公約、拉丁美洲的埃斯卡苏协议與一些其他人權宣言（如兒童權利公約）也有涉及此項人權，目前已有超過150個國家立法保障健康環境權。

## 政府的角色
該權利指政府有責制定與執行環境法令，管制污染並為受環境問題影響的社區提供法律保障。健康環境權在為氣候變化訴訟等環境課題創造環境法律先例上作出了重要的貢獻。

## 國際條約
歷史上，聯合國主要的人權文件上，如世界人權宣言、公民權利及政治權利國際公約及經濟、社會及文化權利國際公約，都沒有承認健康環境權。1972年的人類環境宣言承認該權利，但該宣言並不具有法律約束力。 1992年的里約環境與發展宣言並無使用“人權”二字，但它註明每一個人都應能適當地獲得關於環境的資料，有機會參與環境議題的決策過程並擁有司法和行政程序的有效途徑。若世界環境公約被通過，該公約將成為第一個包括健康環境權的聯合國人權文件。
超過150個國家已某種程度上透過司法、訴訟、憲法、條約等法律機構承認該權力。 非洲人權與民族權利憲章、美洲人權公約、埃斯卡蘇協議、阿拉伯人權憲章及東盟人權宣言都將健康環境權列為其中一項人權。其他的人權宣言如兒童權利公約也因於相關課題有關而提及環境課題，如在兒童權利公約裡兒童權利與環境課題有關。
聯合國特別報告員約翰·H·諾克斯（2012–2018）及戴維·博伊德（2018–）已為該理事會提出建議，以將該權力納入國際法律。該建議以於2020年獲得數聯合國委員會及法律組織 （如紐約市律師公會）支持。

### 聯合國人權理事會決議
聯合國人權理事會於2021年10月8日，在該理事會的第48屆會議里通過一項由該理事會人權與環境核心小組（哥斯達黎加、馬爾代夫、摩洛哥、斯洛文尼亞和瑞士）草擬的決議，以承認享有清潔、健康和可持續環境的人權。這是該理事會第一次承認一項人權。雖然該決議並不具有法律約束力，但它提交至聯合國大會作進一步審議。

## 影響
至今，國際社會及法律對該權利的保障後的影響仍無法被衡量。聯合國特別報告員約翰·H·諾克斯認為將該權利納入國家憲法及聯合國的文件能影響環境保護措施、填補國際法律的空白、增強國際執法的基礎及提升國家的環境保護表現。此外，諾克斯也認為聯合國及各國承認該權利的舉措能影響我們對人權的認知，因為人權並非如他人的批評一樣，是一個由上至下、來自西方殖民者的思想，而是源自於南方世界、自下而上對人權法律所作出的貢獻。